# Transplante (canção)
"Transplante" é uma canção da cantora e compositora brasileira Marília Mendonça, com participação da dupla sertaneja Bruno & Marrone. Foi lançada como single em novembro de 2017 pela gravadora Som Livre.

## Composição
Escrita por Rafael Augusto, Murilo Huff, Ricardo Bismarck, Ronael, Jean Carlos e Elias Costa, "Transplante" foi escolhida por Marília Mendonça para uma parceria com Bruno & Marrone. Na ocasião de lançamento da música, ela disse: "Quando recebi a música, de cara eu já pensei em gravar com Bruno & Marrone. Eu sou muito fã desses meninos e ter uma música todinha para chamar de nossa, é mais que um sonho realizado, é surreal".
Murilo Huff, um dos compositores da música, começou a se aproximar de Marília após a gravação da canção. Mais tarde, os dois começaram a desenvolver um relacionamento amoroso que deu origem a outras gravações de composições de Huff, como "Bem Pior Que Eu". Mendonça e Huff tiveram um filho em 2019.

## Lançamento e recepção
"Transplante" foi inicialmente liberada como videoclipe no canal de Marília Mendonça em 12 de novembro de 2017, com direção de Fernando Trevisan e imagens preto e branco da cantora interpretando a faixa com a dupla. Em 14 de novembro, a faixa foi lançada como single nas plataformas digitais.
A música foi um sucesso comercial, com mais de 40 milhões de visualizações em cerca de dois meses. Além disso, rendeu uma certificação de disco de diamante da Pro-Música Brasil em 2019.

## Vendas e certificações
| País   | Associação de gravadoras | Certificação  | Vendas  |
| ------ | ------------------------ | ------------- | ------- |
| Brasil | Pro-Música Brasil        | - 2× Diamante | 600.000 |